# ドルベイ・ドクシン
ドルベイ・ドクシン（モンゴル語: Dörbei doqsin,中国語: 朶児伯朶黒申,? - ?）とは、13世紀初頭にモンゴル帝国に仕えた将軍の一人。ドルベン部族の出身。『元朝秘史』では朶児伯朶黒申(duŏérbǎi duŏhēishēn)、『集史』ではدوربان نویان（Dūrbān nūyān）と記される。

## 概要
ドルベイ・ドクシンがチンギス・カンに仕えるようになった経緯・事蹟については全く不明であるが、遅くともモンゴル帝国が建国された1206年までにはその配下にあった。『元朝秘史』には「ドリ・ブカ（Dori buqa＞duŏlǐ bùhuā/朶里不花）」という人物が千人隊長に任ぜられたと記されており、この人物をドルベイ・ドクシンと同一人物とする説もあるが、音が違いすぎるとしてこれを否定する説もある。
ドルベイ・ドクシンが初めて活躍するのは1217年（丁丑）のトゥメト族の叛乱討伐の時で、この時ドルベイ・ドクシンは「四駿」の一人ボロクルとともにトゥメト族の住まうモンゴル高原北西部に派遣された。しかし、密林の小道を進軍する際にトゥメト族の奇襲を受けてしまい、ボロクルはここで戦死してしまった。これに激怒したチンギス・カンは自ら親征しようとするもムカリらに諫められ、ドルベイ・ドクシンに「軍士を堅く装わせ、永劫の天つ神を拝め奉ってトゥメトの民を降さんことに努めよ」と命じたという。チンギス・カンの命を受けたドルベイ・ドクシンはトゥメトの平定に成功するも、その近隣のキルギス族の叛乱が続き、結局これら北西の諸部族（モンゴル語では『ホイン・イルゲン』乃ち『森林の民』と総称された）は翌1218年にジョチによって平定された。
その後、チンギス・カンのホラズム遠征が始まるとこれに従軍し、ホラズムの王子ジャラールッディーン・メングベルディーがインダス河を渡ってインド方面に逃れると、これの追撃のために派遣された。インドから帰還して以後はホラーサーン地方で活躍し、メルブの叛乱鎮定などを行ったことが知られるが、その後の事蹟は知られていない。